# قطعنامه ۱۹۴۶ شورای امنیت
قطعنامه  ۱۹۴۶ شورای امنیت سازمان ملل متحد که در تاریخ ۱۵ اکتبر ۲۰۱۰ تصویب شد، سندی بین‌المللی دربارهٔ بررسی وضعیت در ساحل عاج است. این قطعنامه طی نشست ۶۴۰۲ام با ۱۵ رای موافق، ۰ مخالف و ۰ ممتنع تصویب شد.